# Keith Richards
Keith Richards (Dartford, 18 de dezembro de 1943) é um cantor, músico, compositor e ator britânico, considerado um dos grandes nomes do rock do século XX. Richards é mais conhecido como integrante do The Rolling Stones e é considerado um dos mais influentes guitarristas da história, sendo eleito o 4° maior guitarrista de todos os tempos pela revista americana Rolling Stone. Essa colocação gerou controvérsias entre os leitores da revista, já que se encontra à frente de vários outros guitarristas considerados 'mais talentosos', como B. B. King, Eddie Van Halen e Stevie Ray Vaughan.

## Biografia
Keith Richards nasceu em 18 de dezembro de 1943, em Dartford, Condado de Kent, filho único de Bertrand Richards e Doris Dupree Richards. Ele viveu seus primeiros anos sob o ataque dos foguetes V-1 nazistas sobre sua cidade. Filho de trabalhadores de fábrica e neto de socialistas e líderes de lutas pelos direitos civis, seu contato com a música veio desde criança, através do avô Gus, que tinha em sua casa um velho violão de cordas de tripas, como diz sua autobiografia.
Keith, ainda jovem, admirava o Rock and Roll e o Blues produzido nos Estados Unidos, sendo fã de Elvis Presley, Muddy Waters e Willie Dixon, entre outros. Estudava na Sidcup School of Art, quando, em 1961, reencontrou o amigo de infância Mick Jagger, também aficionado em Blues. Logo Keith abandonou os estudos e investiu tudo na banda.
Admirador do tipo de música do guitarrista negro americano Chuck Berry, um dos precursores do rock’n'roll, Keith foi o principal responsável pela introdução do rhythm and blues no repertório da banda, que ele desenvolveu com o outro fundador, Brian Jones, introduzindo um som de duas guitarras na linha rítmica dos Stones, fazendo a diferença com o grupo que explodia no mundo todo na época do começo de sua carreira, os Beatles e criando um som mais pesado.
Considerado um dos maiores criadores de riffs – refrões musicais – da história do rock e  autor de (I Can't Get No) Satisfaction, o grande hino da carreira dos Stones até hoje – criada durante uma noite insônia num quarto de hotel de Los Angeles em 1965 -  Richards e seus companheiros de banda Brian Jones, Mick Jagger, Charlie Watts e Bill Wyman, os originais Rolling Stones, estouraram no Reino Unido e em todo o planeta a partir da segunda metade dos anos 60, fazendo uma música crua e de letras provocativas, misturando rock, folk, pop, soul e gospel, vendendo milhões de discos e arrebatando platéias e fãs em todos os cantos do mundo, quando eram considerados a maior banda rhythm and blues e a segunda maior banda da história, depois de seus eternos rivais-amigos, Os Beatles, a quem faziam o contraponto de “meninos maus”, diferente da imagem de bonzinhos do grupo de Liverpool.
Tem uma parceria histórica com Mick Jagger, a qual foi batizada de The Glimmer Twins. Ambos têm uma relação que vem desde a infância, mas alterna momentos de fraternidade, com vários desencontros e rusgas. Keith, em sua autobiografia, confessou que não suporta as pretensões de Jagger, seus “cálculos”, seu excesso de atenção aos negócios, sua ânsia pela aprovação do establishment e sua tendência ocasional de tratar Richards e os outros membros da banda como empregados, tendo afirmado: "...Eu adorava andar com Mick, mas não entro em seu camarim acho que faz uns vinte anos. Às vezes, sinto saudades do meu amigo". Em outra vez, afirmou: "As únicas coisas de que Mick e eu discordamos é a banda, a música e o que fazemos".

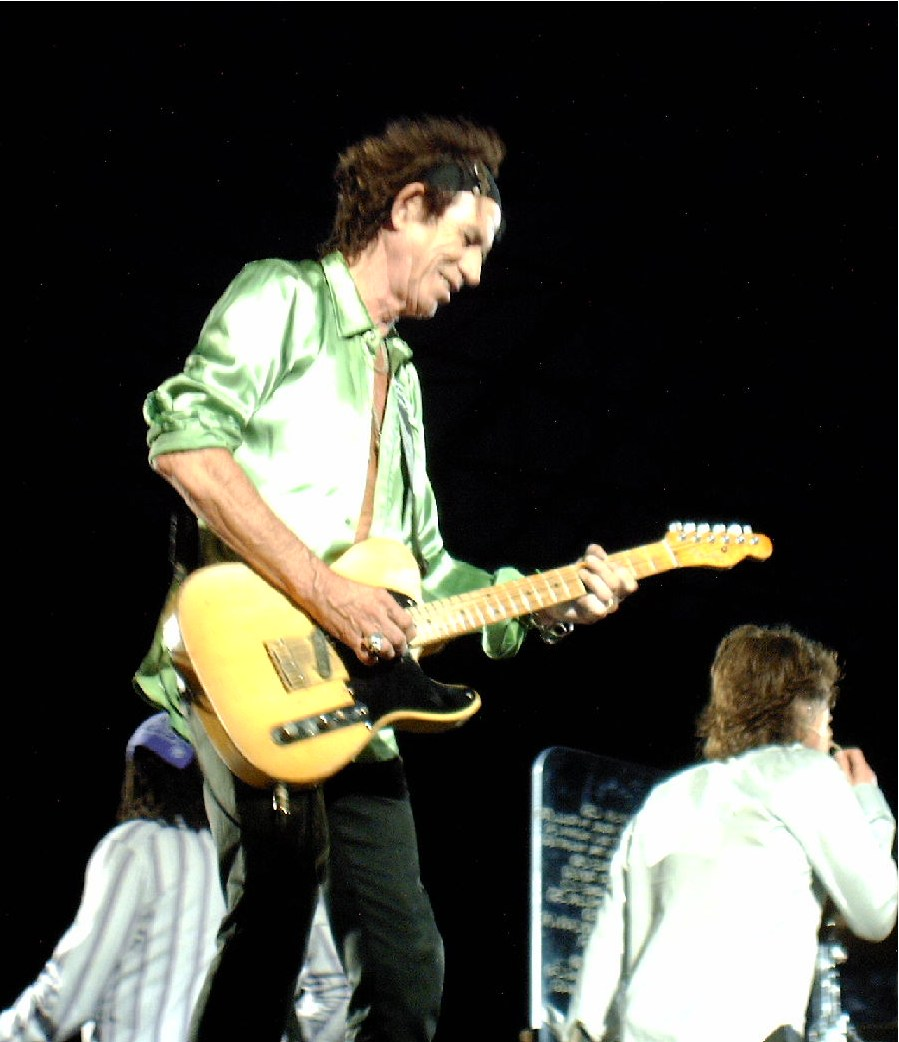
Keith em Hannover 2006

Keith tem dois filhos de sua ligação com a atriz e mulher de diversas atividades culturais Anita Pallenberg, sua companheira nos primeiros anos de drogas e loucuras com os Rolling Stones. Em 1976, enquanto Keith estava em excursão, o terceiro filho dele com Pallenberg, um bebê chamado Tara, morreu no berço.  Seu vício em drogas, público e ostensivo, marcou época. Em 1973, os editores da revista especializada New Musical Express puseram Keith no topo de sua lista anual de “estrelas do rock com maior probabilidade de morrer” naquele ano. Mesmo para um roqueiro, em uma época em que a experimentação e uso de narcóticos entre astros do Rock era uma moda quase obrigatória, Richards consumia quantidades hercúleas de Heroína, Cocaína, Mescalina, LSD, Peiote, Mandrax, Tuinal, Maconha, além de muitas bebidas alcoólicas, o que levou observadores a acharem que ele estava com os dias contados. Richards permaneceu no topo da agourenta lista de seu observatório da morte por dez anos, até que, o New Musical Express finalmente jogou a toalha e admitiu que ele era "imortal". O ponto decisivo para Keith, foi quando do incidente em Toronto em 1977: Keith fora detido com grande quantidade de drogas, processado pela justiça canadense, e quase condenado como Traficante Internacional de Drogas. Depois disso, começou a se tratar da dependência. Reza a lenda que Keith trocou todo o seu sangue numa clínica suíça, para ajudá-lo a se livrar da dependência da heroína que pontuou sua vida durante os anos 60 e 70.
Desta parte mais depressiva de sua vida, Richards emergiu curado do vício e casado com a modelo nova-iorquina Patti Hansen, uma das mais famosas e bonitas do mundo na época, com quem tem duas filhas: Theodora Dupree (18 de março de 1985) e Alexandra Nicole (28 de junho de 1986).
Além de seu trabalho com os Stones, Keith também manteve uma carreira solo paralela, além de gravar com outros artistas como Steve Jordan, Tom Waits, John Phillips, Aretha Franklin, Bono, The Edge e outros.
Em 2007, Keith fez uma participação especial no filme Piratas do Caribe - No Fim do Mundo, como Capitão Teague, pai de Jack Sparrow, interpretado por Johnny Depp, e reprisou o papel no filme Piratas do Caribe - Navegando em Águas Misteriosas que estreou em 20 de maio de 2011.

### Livro infantil
Avô de cinco netos, Keith Richards admitiu que foi o seu avô Gus que o fez apaixonar-se pela música e a escolher a guitarra como instrumento para toda a vida.
Em 2014 escreveu uma história infantil chamada "Gus & eu", em parceria com Barnaby Harris e Bill Shapiro, editada em setembro de 2014 na língua inglesa (e que será editada no mercado português pela editora Jacarandá, com tradução de Maria da Fé Peres.)

## Sonoridade típica
Um dos segredos da sonoridade única produzida por Keith é a afinação diferente de sua guitarra, que ele descobriu “...no final de 1968 ou início de 1969...”, segundo o próprio, depois que descobriu um dos segredos do blues. As seis cordas da Guitarra Elétrica são normalmente afinadas em mi-lá-ré-sol-si-mi. Depois de colaborar com o grande instrumentista e arranjador Ry Cooder, Richards aprendeu e adotou a afinação em sol aberto, em que a guitarra é afinada num acorde em sol: ré-sol-ré-sol-si-ré. Bluesman do Mississippi, como Robert Johnson ou Charley Patton usavam essa afinação. Richards retirou a corda mais baixa de uma Fender Telecaster afinada em sol-ré-sol-si-ré e produziu os riffs de Tumbling Dice, Brown Sugar, Honky Tonk Women, All Down the Line, Can’t You Hear Me Knocking, entre outros. Tocar essas músicas na afinação tradicional não produzem o mesmo ronco, o som ressoante que Keith Richards produz em, digamos, Get Yer Ya-Ya's Out! The Rolling Stones in Concert, o melhor disco ao vivo dos Stones.

## Principais trabalhos
Álbuns com os The Rolling Stones
- Aftermath
- Out of Our Heads
- Their Satanic Majesties Request
- Beggars Banquet
- Let It Bleed
- Sticky Fingers
- Exile on Main Street
- Goats Head Soup
- It's Only Rock'n Roll
- Tattoo You
- Voodoo Lounge

Álbum Solo
- Talk is Cheap

Singles (em parceria com Mick Jagger)
- Satisfaction (I Can't Get No)
- Street Fighting Men
- Simpathy for the Devil
- Angie
- Ruby Tuesday
- It's Only Rock'n Roll
- Jumping Jack Flash

## Discografia solo
- Talk is Cheap (1988)
- Live At the Hollywood Palladium (1991)
- Main Offender (1992)
- Vintage Vinos (2010)
- Crosseyed Heart (2015 )

## Contribuições significativas
- Pirates of the Caribbean - Dead Men Tell No Tales
- Pirates of the Caribbean - On Stranger Tides
- Piratas do Caribe - No Fim do Mundo (2007) - Como Capitão Teague, pai de Jack Sparrow.
- Pay, Pack & Follow (Gravado durante 1973-1979, lançado em 2001) John Phillips - Co-produtor
- Timeless: Tribute to Hank Williams (2001) - "You Win Again"
- Wingless Angels (1993) - Produtor
- Bradley Barn Sessions (1993) George Jones - Dueto em "Say It Isn't You"
- Hail! Hail! Rock'n'Roll (1987) Trilha sonora
- Jumpin' Jack Flash (1986) Trilha sonora
- Sun City, Artists United Against Apartheid (1985) - Tocou em "Silver and Gold" com Bono e The Edge do U2
- "Run Rudolph Run" (1979) Compacto de Natal